# Corps Franconia Würzburg
Le Corps Franconia Würzburg est une fraternité étudiante du convent des anciens de Wurtzbourg (de). En tant que corps du Kösener Senioren-Convents-Verband (KSCV), le Franconia se distingue par sa mensur et sa couleur (de). Les "Würzburger Franken" sont essentiellement des étudiants et des anciens de l'Université Jules-Maximilien de Wurtzbourg et de l'Université des sciences appliquées de Wurtzbourg-Schweinfurt (de).

## Couleur et devise
Les couleurs de la fraternité sont vert pomme et rouge pêche avec des percussions dorées, et les membres portent une casquette de fraternité vert pomme. Les couleurs du renard sont le vert pomme et le blanc. La devise est Fortuna virtutis vient! La devise du blason est Ensis sit noster vindex!. Jusqu'en 1873, la bande est portée sur l'épaule gauche, contrairement  à l'usage.

## Histoire
L'actuel Corps Franconia est fondé le 26 juillet 1805 sous le nom de Fränkische Landsmannschaft  par les étudiants Laurentius Bartenstein et Christoph Stepf à l'Université de Wurtzbourg. Cette association est ainsi considérée comme l'un des plus anciens corps encore existants. Cette association d'étudiants est probablement issue de l'ancienne "Germania", dont l'existence est attestée pour la première fois en 1803, et qui comptait également une majorité d'étudiants originaires de Franconie. Dans les premières années, l'association ne pouvait compter qu'un maximum de 12 membres, ce qui incite les membres non admis à la réception à démissionner en 1811. Une partie d'entre eux participe plus tard à la fondation du Corps Moenania Würzburg (de). Les renonçants qui ne sont pas reçus deviennent des philtres de renoncement à l'issue de leurs études ; après l'abandon du numerus clausus, ils reçoivent le ruban du corps en 1873. Des membres participent également à la fondation du Corps Franconia Tübingen (de), avec lequel un cartel existe de 1826 à 1855.
Par arrêté royal du 31 juillet 1827, le gouvernement bavarois promet la tolérance à toutes les associations d'étudiants qui déposeraient leurs statuts et leurs listes de membres. Franconia reçoit l'autorisation officielle le 14 août 1828. En raison d'un manque de membres qualifiés, cependant, il est suspendu de 1835 à 1845. Après sa reconstitution de 1845, il doit redemander l'agrément ministériel, qui lui est accordé le 28 août 1846.
Pendant la période révolutionnaire de 1848, les membres actifs du Franconia s'organisent en milice étudiante, qui sert à maintenir l'ordre public. Avec les "Mainländern (de)" et les "Nassauern", ils forment une compagnie. Le 18 mai 1849, des soldats du 12e régiment d'infanterie royal bavarois (de) stationné à Wurtzbourg, accompagnés de quelques chevau-légers, prennent d'assaut et démolissent le Frankenkneipe situé dans la brasserie de L. Bauch, au coin de la Neubaustraße et de la Schönthalstraße. Une assemblée générale d'étudiants réclame alors satisfaction. Lorsque deux autres étudiants (membres du Corps Bavaria) sont blessés par des soldats, les étudiants décident à l'unanimité de se rendre à Wertheim, auquel participent presque tous les étudiants de l'université, à l'exception des théologiens. L'aîné des Franconiens, August Köth, est l'un des porte-parole. Ce n'est qu'après le transfert du 12e régiment d'infanterie de Wurtzbourg que le retour dans la ville universitaire a lieu le 25 mai .
Le 15 février 1859, Franconia et Rhenania décident d'adhérer à la Kösener Senioren-Convents-Verband (KSCV),  en tant que seuls corps du Convent des anciens de Wurtzbourg à l'époque, mais s'efforcent dans les années 1860, en association avec Moenania, de créer leur propre fédération des Lebenscorps d'Allemagne du Sud. Le projet échoue en raison de la résistance des corps d'autres villes universitaires bavaroises. En 1873, le Lebenscorps Franconia se transforme finalement en un Waffencorps, permettant ainsi à ses membres d'adhérer simultanément à d'autres corps. Franconia fait partie des fondateurs du cartel bavarois entre les corps Franconia Würzburg, Bavaria Erlangen et Makaria München, qui est élargi en 1920 avec Athesia Innsbruck, Joannea Graz et Schacht Leoben pour devenir le cartel d'Allemagne du Sud qui existe encore aujourd'hui. Plus tard, Littuania Königsberg et Borussia Berlin viennent s'y ajouter.
Compte tenu de la répression croissante de l'État national-socialiste, le Franconia cessa ses opérations actives en 1936. À partir de 1938, les anciens soutiennent en partie la camaraderie Albrecht der Bär, basée dans la maison « Nassauer ».
En 1950, le corps est officiellement restitué et reprend ses opérations actives. En 1985, le Franconia est le corps de banlieue président du KSCV et fournit le président de l'oKC.

## Maisons de corps
En 1905, le corps achète la villa d'Ostberg sur la Sonnenstrasse et la transforme en maison de corps. Le 16 mars 1945, elle est endommagée lors d'un bombardement allié sur Wurtzbourg. À sa place, les anciens acquit la Villa Marbe, construite en 1932 dans le style Bauhaus, en 1953 et la transforme également en maison de corps.

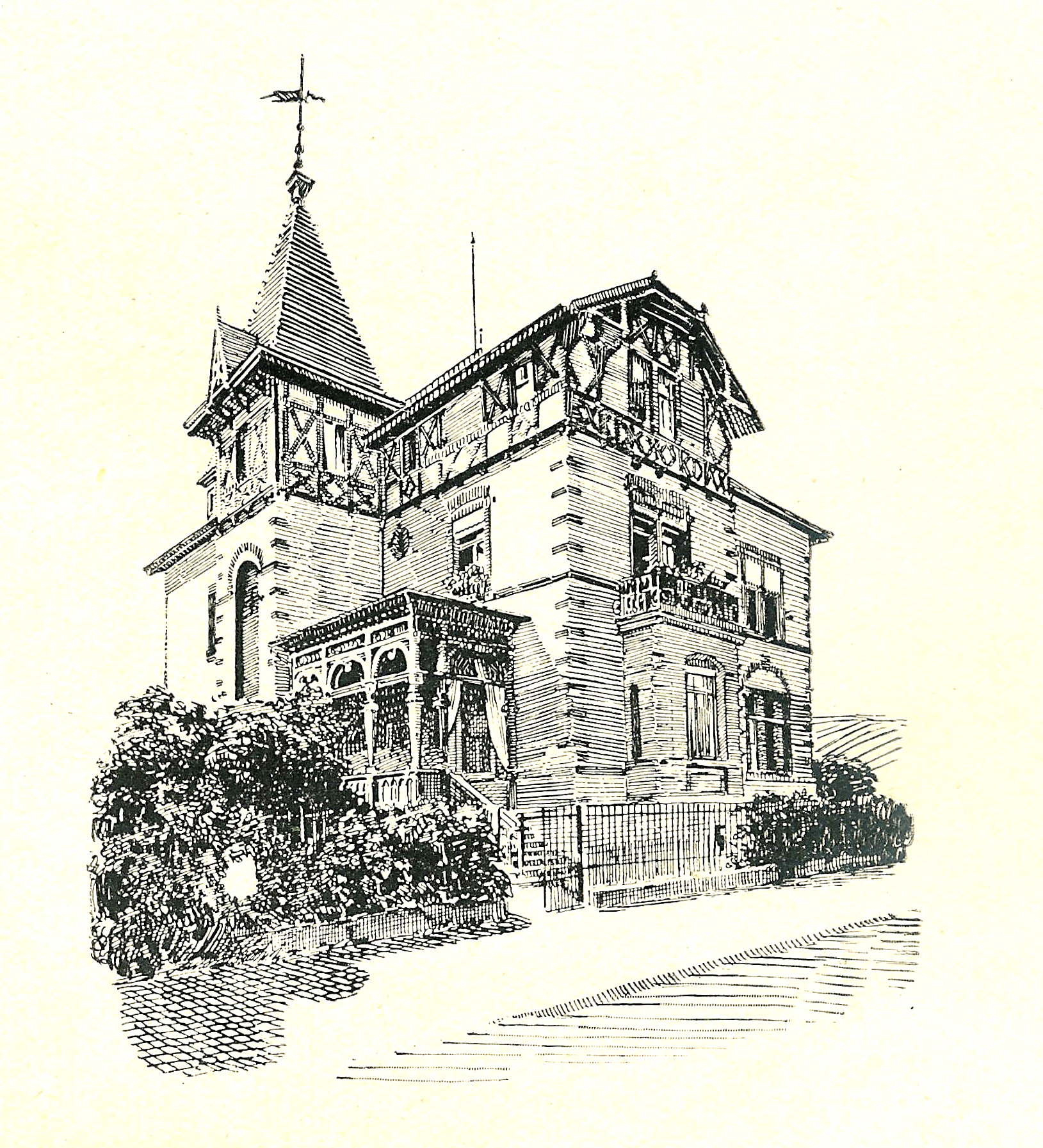
Ancien maison du corps sur Sonnenstraße
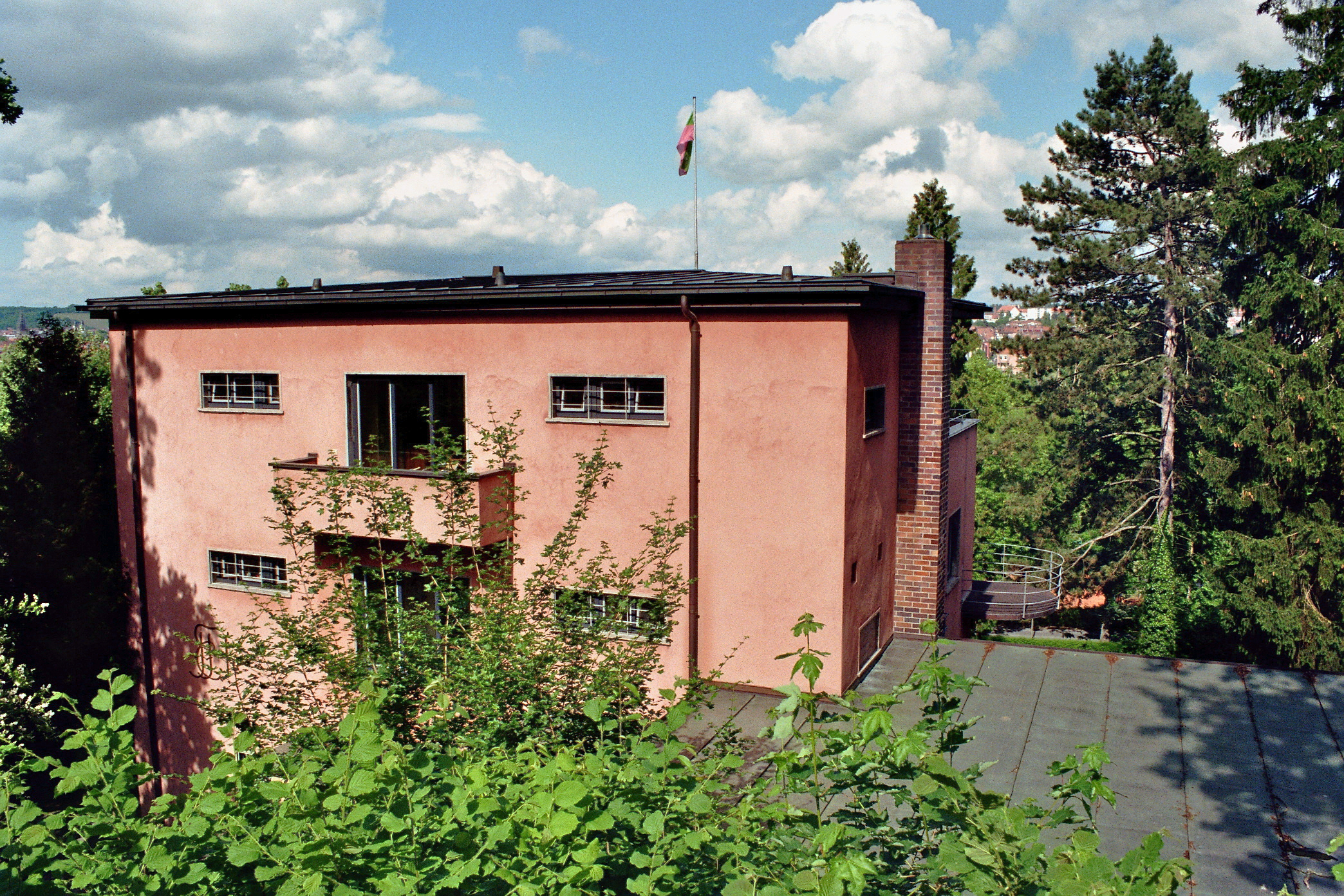
Maison du corps d'aujourd'hui de Judenbühlweg
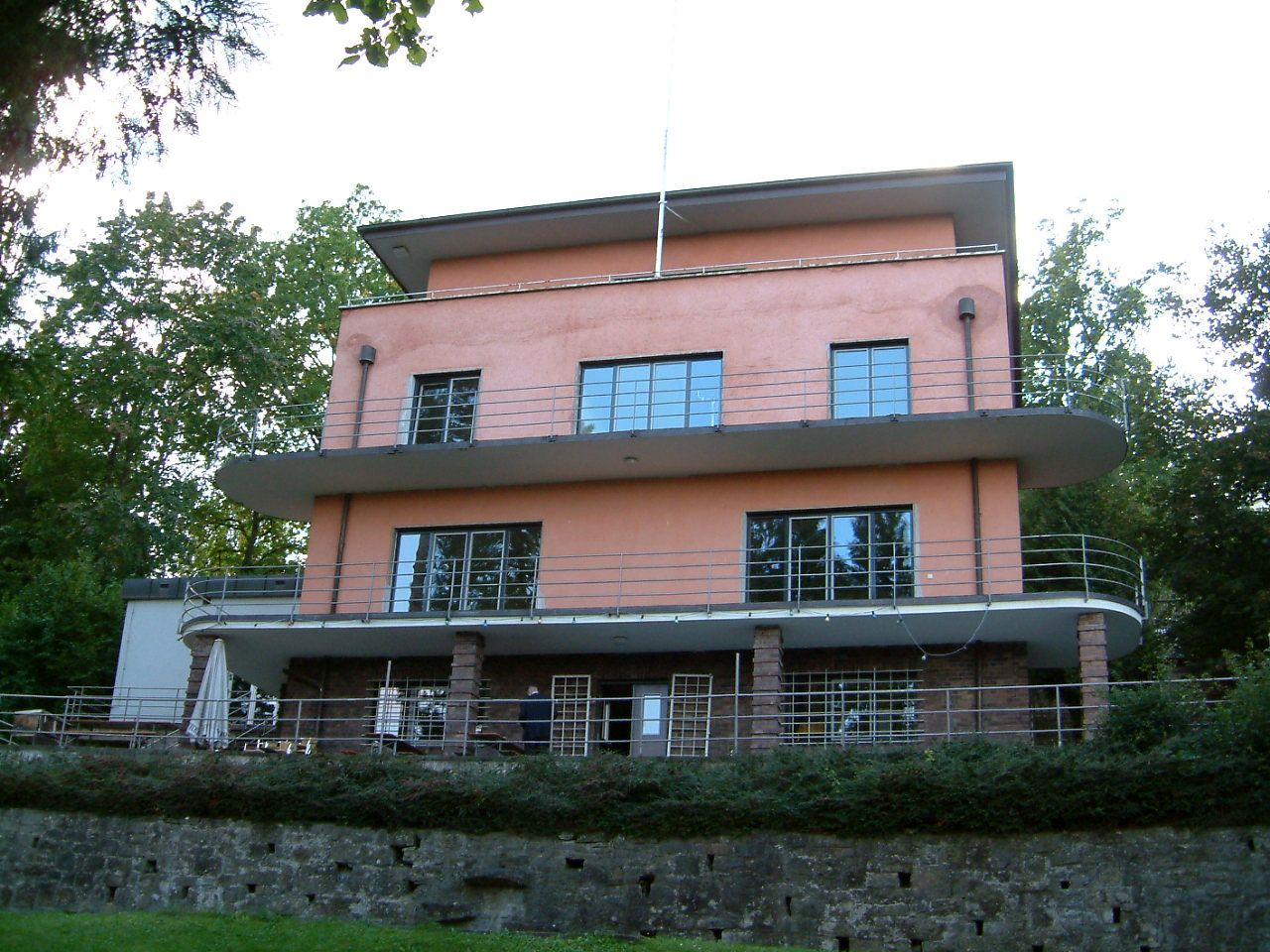
Maison du corps d'aujourd'hui de Mergentheimer Straße

## Relations avec les autres corps

### Cartel
- Bavaria Erlangen (de)
- Makaria München (de)
- Joannea (de)
- Athesia Innsbruck
- Schacht (de)
- Borussia Berlin

### Relations amicales
- Hubertia Freiburg (de) (2008)
- Littuania (éteinte en 2001)

## Membres notables
- Alois Alzheimer (1864-1915), médecin
- Ernst von Bibra (de) (1806–1878), naturaliste et écrivain
- Friedrich von Bothmer (de) (1805–1886), général d'infanterie de l'armée bavaroise
- Elgar von Dalwigk (de), administrateur de l'arrondissement d'Oppeln (de)
- Julius Dreschfeld (de) (1845-1907), pathologiste germano-britannique
- Adam Friedreich (de) (vers 1799-1859), député du pré-parlement et conseiller principal de la cour d'appel à la Cour suprême d'appel de Bavière à Munich
- Johann Baptist Friedreich (1796–1862), médecin, médecin de cour et poète [12]
- Ludwig Fuchs von Bimbach und Dornheim (de) (1833-1900), administrateur de l'arrondissement d'Ingolstadt (de), président du district de Basse-Bavière
- Valentin Fuchs (de) (1839–1899), avocat, maire de Kissingen
- Philipp Grimm (de) (1860–1930), avocat, notaire et gérant
- Josef Haller (de) (1810–1886), publiciste, journaliste et chercheur de proverbes
- Albert Hayn (de) (1801–1863), obstétricien, recteur de l'Université de Königsberg
- Adam Kaspar Hesselbach (1788–1856), anatomiste et chirurgien[12]
- Georg Joseph August Kollmann (de) (1797–1839), médecin et botaniste
- Karl Joseph von Künsberg-Langenstadt (de), président du district de Basse-Bavière et du Haut-Palatinat, citoyen d'honneur de Ratisbonne
- Dirk Pollert (de) (né en 1968), directeur général d'Hessenmetall (de)
- Werner Premauer (de) (1912-1996), président de la Chambre de commerce et d'industrie de Munich et Haute-Bavière, président du conseil de surveillance de la Bayerische Vereinsbank
- Friedrich Rückert (1788–1866), poète, fondateur des études orientales allemandes
- Michael Schmerbach, dit « Bachel » (1824-1886), médecin, dessinateur, écrivain et éditeur[13]
- Walther Schönfeld (de) (1888–1977), dermatologue et vérénologue
- Hans Dietrich Schumann (de) (1911–2001), chirurgien et urologue
- Christian Friedrich von Stockmar (1787–1863), médecin et homme d'État
- Gustav Gotthilf Winkel (1857-1937), avocat administratif et héraldiste
- Axel Zeitler (de), professeur d'ingénierie des microstructures à l'Université de Cambridge
- Philipp Zeitler (de) (1901-1984), officier, maire de Weißenfels
- Max Zeitler (de) (1898-1949), administrateur de l'arrondissement de Parchim (de), maire d'Erfurt